# Benjamin Leroy
Pour les articles homonymes, voir Leroy (patronyme).
Benjamin Leroy, né le 7 avril 1989 à Cucq en France, est un footballeur français qui évolue au poste de gardien de but au FC Lorient.

## Biographie
Benjamin Leroy naît à Cucq dans le Pas-de-Calais lorsque son père Éric Leroy (ancien gardien de but de football de deuxième division notamment passé par Saint-Quentin, Beauvais, Valenciennes et Le Touquet) joue au Touquet. Justement c'est le métier de son père (entraîneur de gardien) qui va dicter les choix de clubs de Benjamin lors de son parcours junior.
Après l'AS Nancy, il rejoint La Berrichonne de Châteauroux où il joue en CFA 2 à l'âge de 16 ans (3 matchs).
En fin de contrat à Châteauroux, il signe un contrat avec le Tours FC en août 2009 après un essai fructueux. Après une première saison en CFA 2, il débute en professionnel le 27 mai 2011 lors de la dernière journée de Ligue 2 à Sedan, défaite 0-1 .
Son contrat se terminant à la fin de cette saison 2010-2011, son avenir dépend de l'arrivée du nouvel entraîneur de Tours, l'Allemand Peter Zeidler. L'entraîneur lui démontre toute sa confiance en lui donnant la place de numéro 1 dans les buts tourangeaux. Son contrat est alors prolongé de deux ans.
Après trois traumatismes crâniens lors de la saison 2011-2012, en février 2012 Benjamin Leroy porte un casque afin de protéger ses tempes. 
Le 23 juin 2014, Benjamin Leroy s'engage pour quatre ans en faveur de l'Evian TG. Au terme de sa première saison en Ligue 1, le club termine à la 18e place et se retrouve relégué en Ligue 2. La saison suivante, le club est de nouveau relégué avant de se déclarer en faillite. Le joueur est libéré de son contrat.

### Dijon FCO
Le 17 juin 2016, il s'engage pour trois ans avec le Dijon FCO, alors promu en Ligue 1 pour la saison 2016-2017. Doublure de Baptiste Reynet, il ne débute que la dernière rencontre de Ligue 1 de la saison 2016-2017, sur la pelouse du Toulouse FC (0-0). Aligné sur les coupes nationales, le club bourguignon y est rapidement éliminé, dès les seizièmes de finale en Coupe de France par les Girondins de Bordeaux (défaite 2-1) et dès son entrée en lice en Coupe de la Ligue face au FC Sochaux-Montbéliard.
Toujours doublure de Reynet la saison suivante, il obtient encore moins de temps de jeu, ne participant à aucune rencontre de Ligue 1 et le DFCO étant éliminé dès entrée en lice dans les deux coupes nationales, par le RC Strasbourg en Coupe de France et le Stade rennais en Coupe de la Ligue.

### AC Ajaccio
Le Dijon FCO annonce le 19 juin 2018 avoir trouvé un accord de principe pour le transfert de Benjamin Leroy vers l'AC Ajaccio, évoluant en Ligue 2. En Corse, il succède à Jean-Louis Leca dans les bois. Il y retrouve une place de titulaire et dispute l'intégralité des rencontres de championnat de la saison 2018-2019. Après une première saison où le club corse lutte pour son maintien (17e), l'AC Ajaccio se bat pour monter sur le podium de l'exercice 2019-2020. À la suite de la pandémie de Covid-19, le championnat de Ligue 2 est suspendu le 13 mars 2020. Alors troisième et les barrages de promotion étant annulés, seuls les deux premiers sont promus en Ligue 1.
Il est suspendu pour 3 rencontres après son exclusion face à l'USL Dunkerque (21e journée, défaite 3-1) le 23 janvier 2021 où il percute Cheick Fantamady Diarra lors d'une sortie non-maitrisée en dehors de sa surface. Il réalise une troisième saison consécutive comme titulaire, totalisant 34 titularisations en championnat. Au terme de la saison 2021-2022, lors de laquelle il débute 32 rencontres de Ligue 2, l'AC Ajaccio est promu en Ligue 1. Il est un des hommes forts de la saison, lui et sa défense n'ayant concédés que 19 buts avec 19 cleen sheets à son compteur. Il est également élu meilleur gardien de la saison lors des Trophées UNFP.  Il conserve sa place de numéro 1 pour cette saison en première division française. Malheureusement, le club corse passe une grande partie de la saison dans la zone de relégation et ne parvient pas à se maintenir. Au terme celle-ci, en fin de contrat, il quitte le club ajaccien.

### US Quevilly
L'US Quevilly-Rouen Métropole, évoluant en Ligue 2, annonce son arrivée le 9 juin 2023. Il connaît une nouvelle saison où son équipe lutte pour son maintien. Il vit une deuxième relégation en deux ans, QRM terminant 18e de l'exercice 2023-2024.

### FC Lorient
Le 5 juillet 2024, il s'engage avec le FC Lorient, tout juste relégué en Ligue 2, pour deux saisons. Doublure d'Yvon Mvogo, il ne dispute qu'une rencontre de Ligue 2 lors de la saison 2024-2025, le 2 mai 2025, face à l' AC Ajaccio (33e journée, défaite 2-1). Aligné en Coupe de France, le club est éliminé lors des seizièmes de finale par l'AS Cannes (défaite 2-1). À la suite du départ du portier suisse, il commence la préparation estivale en vue de la saison 2025-2026 comme gardien numéro 1, dans l'attente d'éventuels renforts.

## Statistiques
| Saison                | Club                  | Championnat           | Championnat | Championnat | Coupe nationale | Coupe nationale | Coupe de la Ligue | Coupe de la Ligue | Total | Total |
| Saison                | Club                  | Division              | M.          | B.          | M.              | B.              | M.                | B.                | M.    | B.    |
| 2010-2011             | Tours FC              | Ligue 2               | 1           | 0           | -               | -               | -                 | -                 | 1     | 0     |
| 2011-2012             | Tours FC              | Ligue 2               | 37          | 0           | -               | -               | 2                 | 0                 | 39    | 0     |
| 2012-2013             | Tours FC              | Ligue 2               | 38          | 0           | -               | -               | 2                 | 0                 | 40    | 0     |
| 2013-2014             | Tours FC              | Ligue 2               | 32          | 0           | -               | -               | 3                 | 0                 | 35    | 0     |
| Sous-total            | Sous-total            | Sous-total            | 108         | 0           | -               | -               | 7                 | 0                 | 115   | 0     |
| 2014-2015             | Évian Thonon Gaillard | Ligue 1               | 23          | 0           | 2               | 0               | 1                 | 0                 | 26    | 0     |
| 2015-2016             | Évian Thonon Gaillard | Ligue 2               | 35          | 0           | -               | -               | 2                 | 0                 | 37    | 0     |
| Sous-total            | Sous-total            | Sous-total            | 58          | 0           | 2               | 0               | 3                 | 0                 | 63    | 0     |
| 2016-2017             | Dijon FCO             | Ligue 1               | 1           | 0           | 2               | 0               | 1                 | 0                 | 4     | 0     |
| 2017-2018             | Dijon FCO             | Ligue 1               | -           | -           | 1               | 0               | 1                 | 0                 | 2     | 0     |
| Sous-total            | Sous-total            | Sous-total            | 1           | 0           | 3               | 0               | 2                 | 0                 | 6     | 0     |
| 2018-2019             | AC Ajaccio            | Ligue 2               | 38          | 0           | -               | -               | 2                 | 0                 | 40    | 0     |
| 2019-2020             | AC Ajaccio            | Ligue 2               | 28          | 0           | -               | -               | 2                 | 0                 | 30    | 0     |
| 2020-2021             | AC Ajaccio            | Ligue 2               | 34          | 0           | 1               | 0               | -                 | -                 | 35    | 0     |
| 2021-2022             | AC Ajaccio            | Ligue 2               | 32          | 0           | -               | -               | -                 | -                 | 32    | 0     |
| 2022-2023             | AC Ajaccio            | Ligue 1               | 32          | 0           | -               | -               | -                 | -                 | 32    | 0     |
| Sous-total            | Sous-total            | Sous-total            | 164         | 0           | 1               | 0               | 4                 | 0                 | 169   | 0     |
| 2023-2024             | US Quevilly           | Ligue 2               | 36          | 0           | 1               | 0               | -                 | -                 | 37    | 0     |
| 2024-2025             | FC Lorient            | Ligue 2               | 1           | 0           | 3               | 0               | -                 | -                 | 4     | 0     |
| Total sur la carrière | Total sur la carrière | Total sur la carrière | 368         | 0           | 10              | 0               | 16                | 0                 | 394   | 0     |

## Palmarès

### Palmarès collectif
Il est champion de Ligue 2 en 2025 avec le FC Lorient après avoir été vice-champion en 2022 avec l'AC Ajaccio.

### Distinctions
- Trophées UNFP 2022 :
  - Meilleur gardien de Ligue 2[12] ;
  - Équipe type de Ligue 2[13].